# Extension capillaire
Pour les articles homonymes, voir extension.
 (juin 2017).
Si vous disposez d'ouvrages ou d'articles de référence ou si vous connaissez des sites web de qualité traitant du thème abordé ici, merci de compléter l'article en donnant les références utiles à sa vérifiabilité et en les liant à la section « Notes et références ».

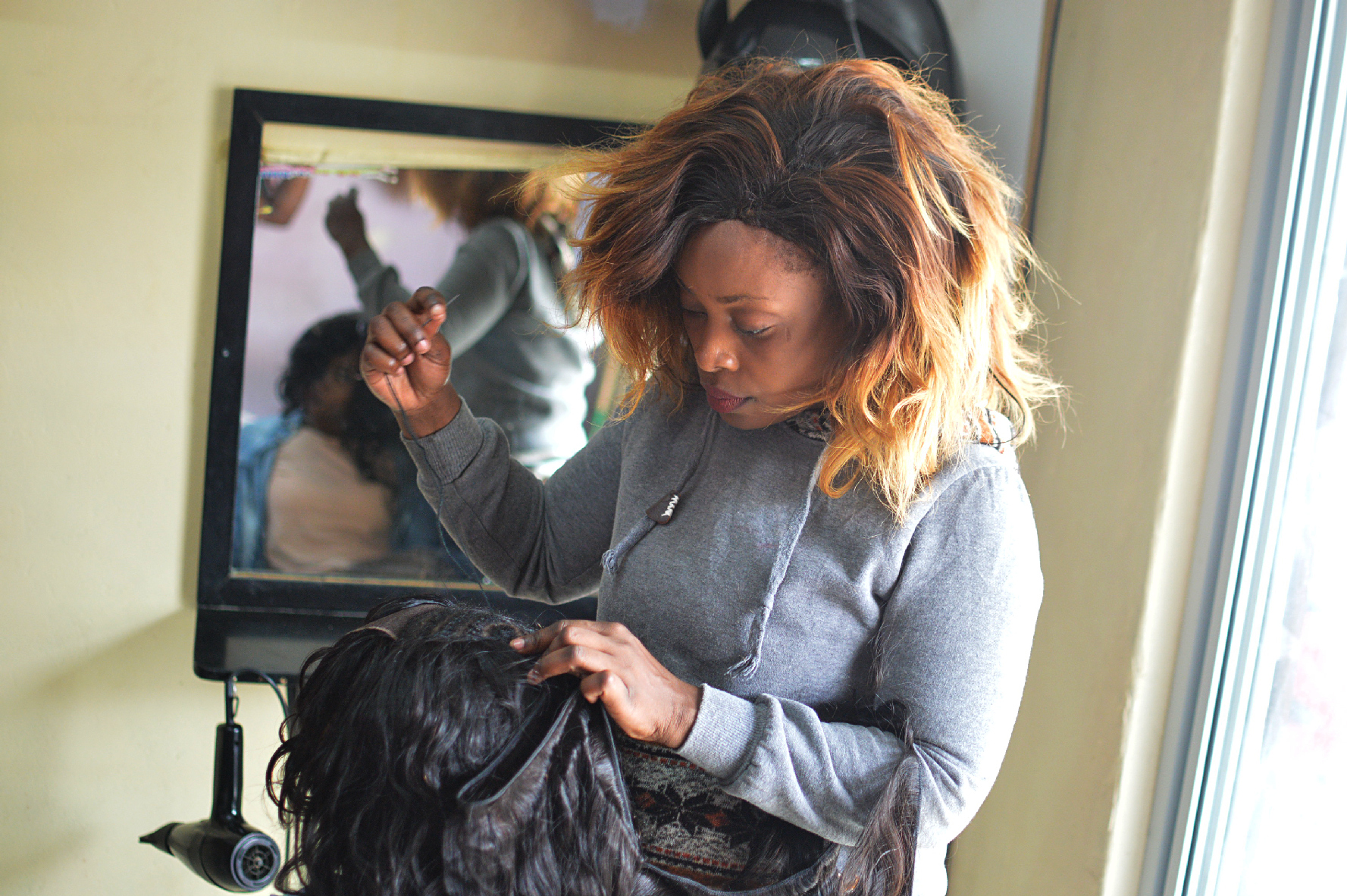
Coiffeuse de Zambie tissant des extensions capillaires.

Les extensions capillaires (ou extensions de cheveux) sont de fausses mèches de cheveux ajoutées à la coiffure d'une personne.

## Variantes
Il existe deux types d'extensions capillaires (dites plus couramment extensions de cheveux) :

- en cheveux naturels humains ;
- en cheveux synthétiques ou fibre animale.

Il existe plusieurs manières de les fixer au crâne :
- Extensions à la kératine : La pose se fait à chaud par fixation d'une mèche de kératine à une mèche de cheveux naturels au moyen d'une pince chauffante ;
- Extensions piquées (mèches, tresses) : La pose se fait à froid par attachement d'une mèche d'extension à une mèche de cheveux naturels avec un fil élastique de la couleur de ces derniers ;
- Extensions tissées (tissages) : Il y a plusieurs méthodes de pose avec ce type d'extension, mais la plus courante reste la méthode africaine : on fait des nattes plaquées avec les cheveux naturels pour y coudre des tissages d'extensions ;
- Extensions avec les connecteurs : La méthode est appelée pose à froid[1]. Les connecteurs sont de petits anneaux de métal. On passe une mèche de cheveux naturels et une mèche d'extension à l'intérieur. Ensuite, on serre cet anneau avec une pince ;
- Extensions en bandes adhésives : Les cheveux sont pré-collés sur une bande adhésive de quelques centimètres de long. On prend 2 bandes adhésives qu'on colle entre elles une fine mèche de cheveux naturels ;
- Extensions à clips : la pose se fait grâce à de petites pinces qui se clippent sur les cheveux.
- Il existe également l'extension à enfiler, ou aussi appeler extension bandeau. Il s'agit d'une bande sur laquelle est fixé un fil de nylon ou un élastique. Ce type de pose est principalement utilisée pour ajouter du volume sur les cheveux fins.

## Origine des cheveux utilisés dans les extensions
Les cheveux proviennent majoritairement d’Inde. Une tradition hindoue veut que le fidèle se rase le crâne au minimum une fois dans sa vie pour offrir sa chevelure aux Dieux. Le temple le plus connu pour cette pratique est le temple de Tirupati (Andhra Pradesh). Des milliers de fidèles venus de toute l'Inde, viennent faire don de leurs cheveux à Vishnou, chaque jour. Les sommes importantes récoltées par les « vendeurs de cheveux » sont principalement réinvesties dans des écoles et des hôpitaux. Le cheveu humain utilisé dans les extensions est divisé en 2 appellations, remy hair et non remy hair. Ces dernières années, à la demande du marché, on voit aussi des cheveux malaisiens ou vietnamiens appelés « cheveux chinois ». La cuticule du cheveu chinois est dissoute dans des bains d'acide pour que la fibre capillaire ait une circonférence similaire au cheveu occidental. L'absence de cuticule en fait un cheveu poreux de qualité inférieure.
Les cheveux synthétiques ou animaux représentent également une part du marché de l'extension de cheveux. Le prix des cheveux synthétiques est plus bas que les cheveux humains. Le mélange de cheveux synthétiques et de cheveux humains dans la même pièce d'extension s'appelle le Yaki.
[réf. nécessaire]

## Histoire
Dès l'Égypte Antique, le tressage et le rajout d'objets dans les cheveux est omniprésent et marqueur social de nombreuses tribus. Condescension de cheveux, appelé aussi Art capillaire vient d'Afrique [réf. nécessaire].

## Les extensions de cheveux aujourd'hui
Jusqu'en 1990, les extensions sont réservées aux stars du show business.
En 1991, David Gold fonda  Great Length et fut le premier à proposer les extensions de cheveux à la kératine.
Les extensions de cheveux se sont rapidement répandues à partir des années 2000. À ce moment-là, de nombreuses marques ont été créées. Elles proposent plusieurs types de pose à un prix très compétitif via Internet et permettent ainsi de démocratiser l’extension de cheveux.
Il est commun de voir des coiffeurs à domicile, ou des particuliers poser eux-mêmes des extensions avec des cheveux commandés sur Internet. L'extension de cheveux est devenu un phénomène de société et tout porte à croire que cette tendance va encore s'accroître.[réf. nécessaire]
Avec l’extension de cheveux naturels, l’industrie de la coiffure prévoit pour la prochaine décennie [réf. nécessaire] un boom économique mondial sans précédent depuis l’arrivée des colorations capillaires.

## Types de cheveux
La forme de cheveux la plus populaire et la plus couramment disponible est connue sous le nom de "cheveux premium",,. Ils sont vendus dans la plupart des magasins de produits de beauté ou en ligne. Les racines et les pointes des cheveux sont entrelacées dans les cheveux de qualité supérieure, ce qui provoque l'emmêlement. Cela est dû au fait que les couches de cuticules opposées s'accrochent l'une à l'autre. Cependant, comme il s'agit du type de cheveux le moins cher, il est très demandé.
Il existe deux types de cheveux de qualité supérieure :
- Cheveux réguliers de qualité supérieure : généralement le type de cheveux le moins cher. La cuticule est présente dans différentes directions et les cheveux sont susceptibles de s'emmêler[5],[6].
- Le cheveu "démêlé" de première qualité : il est obtenu en éliminant chimiquement la cuticule par un bain d'acide[7]. Ce processus réduit la friction entre les cheveux, ce qui permet aux cheveux restants de ne pas s'emmêler[8]. Pour donner à vos cheveux l'aspect d'une chevelure saine et naturelle, un laminé est appliqué sur les cheveux.

### Fibre synthétique
Les fibres synthétiques sont fabriquées à partir de divers matériaux et ne contiennent pas de cheveux humains. Les fibres synthétiques se présentent sous forme de fils entrelacés (trame) et de fils individuels (masse) pour les tresses,. Ils ne durent pas aussi longtemps que les cheveux humains car ils peuvent être facilement endommagés par le frottement et la chaleur. La qualité des fibres est très variable. Selon leur qualité, ils ne ressembleront jamais à des cheveux humains, car ils peuvent être rigides et bouger différemment des cheveux humains.

### L'avenir
Le Futura est un type de fibre synthétique qui peut résister à une chaleur allant jusqu'à 400°F (200°C). Ils sont très proches des cheveux humains car ils ne s'emmêlent pas et ont une brillance naturelle. Ils peuvent être lissés ou bouclés, mais ils sont plus longs à coiffer et le futura ne peut pas être coloré. Il est parfois vendu comme un mélange de cheveux humains.